# 藤森哲也
藤森 哲也（ふじもり てつや、1987年5月9日 - ）は将棋棋士。塚田泰明九段門下。棋士番号は285。東京都大田区出身。同区在住（2012年時点）

## 棋歴

### プロ入りまで
父は多くのアマ棋戦で活躍し、アマ強豪チームのリコー将棋部のメンバーでもあった藤森保。母はLPSA所属の女流棋士・藤森奈津子女流四段（以下、本項では「奈津子」と記す）。幼少時代に母に教わって将棋を覚え、その後は蒲田将棋クラブに通って腕を磨いた。
1999年9月、6級で奨励会に入会。5級・3級・2級・1級で1回、二段で2回、降級・降段の危機（段級位の昇降を参照）に瀕したが、これらを乗り越え、20歳の誕生日直前の2007年4月に三段昇段、同年10月（2007年度後期・第42回）より三段リーグに参加。以後、コンスタントな成績を挙げた。初参加から5期目（2009年度後期・第46回）及び7期目（2010年度後期・第48回）は、自身が連勝すれば他の参加者の勝敗結果次第で四段昇段の可能性がある状態で最終日を迎えたが、自身が連敗したため昇段に至らなかった。
8期目となる2011年度前期・第49回は昇段争いの7番手で最終日を迎えた。自身が連勝し、2番手から6番手の参加者が全員1敗以上すれば2位となる状態だったが、その通りとなり、高見泰地（1位）と共に2011年10月1日付けで四段に昇段（プロ入り）した。

### プロ入り後
プロ入り後は新人王戦で、第43期、第44期と2期連続で準優勝。第43期は永瀬拓矢、第44期は都成竜馬奨励会三段に、いずれも1勝2敗で敗れた。
2014年度は第27期竜王戦の6組ランキング戦で優勝し、5組へ昇級。さらに決勝トーナメントの1回戦では、当期5組優勝者の髙見泰地に勝利した（2回戦で中村太地に敗退）。第4期加古川青流戦では決勝に進出したが、石田直裕に2連敗して、準優勝に終わった。また、本年度の全成績は31勝14敗であり、2022年現在まで最大の勝ち数となっている（しかし、以降の年度は勝ち越しに満たない状況がしばらく続いていたが、2022年度に16勝14敗の成績を残し、8年ぶりに勝ち越した）。
2015年度は第73期順位戦で8勝2敗の好成績だったが、当期順位戦で3位だった村田顕弘と同じ勝ち数だったため昇級を逃す。第65回NHK杯テレビ将棋トーナメントでは予選を突破し、本戦に初出場。女流枠出場者の甲斐智美に勝利した（2回戦で久保利明に敗れる）。なお、同棋戦では翌年度も予選突破するが、本戦1回戦で畠山鎮に敗退した。
2017年3月23日、第27期竜王戦 5組昇級者決定戦（大平武洋戦）の勝利により昇段規定を満たし、同日付で五段に昇段した。
2017年度は不振に陥る。年度の成績が9勝19敗に終わり、初めて一桁の勝ち星となった。また、12月から3月にかけて、自身最長の10連敗を喫してしまった。
2018年度は第76期順位戦で不調が続き、3勝7敗の成績で終わったが、辛うじて降級点は回避した（降級点対象者は下位から10人だったが、藤森は下位から11人目だった）。
2019年度は、第27期銀河戦でブロック戦を4連勝し、初めての決勝トーナメント進出を決めた（1回戦で渡辺明に敗退）。
近年の順位戦における戦績は、2019年度および2021年度が4勝6敗、2020年度および2022年度が5勝5敗である。

## 棋風
「迷ったら攻める」、「攻めっ気120%」、師匠ゆずりの攻めの棋風。居飛車党で、本人によると矢倉囲いの急戦を好んでいるという。三段リーグ時代から「米長流急戦矢倉」を改良し、左銀を中央に繰り出していく「藤森流急戦矢倉」を採用している。
なお、「将棋放浪記」では振り飛車を採用する対局もかなり見られ、「振り飛車党を目指すことも考えている」という。

## 人物
好物はカルボナーラ。将棋以外には競馬などの趣味を持つ。
父の将棋仲間だった将棋ライター美馬和夫と交流があり、著書『藤森流中飛車左穴熊破り』は美馬が執筆協力した。俳優の東出昌大とも親交がある。2019年11月4日に一般女性と結婚した。
2018年4月から、子供を対象とした「ふじもり将棋教室」を大田区内で開講。藤森と両親が講師を務める。映画「3月のライオン」、テレビドラマ「うつ病九段」では、将棋指導と監修を担当している。女流棋士の岩崎夏子は、プロ入り前の小学生時代にふじもり将棋教室に通っていたと後述の将棋放浪記に出演した際に語っている。
2019年頃から、将棋解説者としての語り口が話題になることが増えている。特に『AbemaTVトーナメント』においては、将棋の専門用語以外に競馬/麻雀/野球/ゲームなどの用語も随所に交えた解説を行い、あたかもスポーツ実況のようなしゃべりから一部で「実況名人」と呼ばれるに至っている。「文春オンライン」主催の「観る将アワード2019」では、解説者部門の部門賞を受賞した。
インターネット上での情報発信にも力を入れている。YouTubeのチャンネル「将棋放浪記」では、「将棋ウォーズ」を使用し、ネット上での将棋対局を行う模様を収録・解説を行う形のコンテンツなどを配信している。一般棋戦と同様の居飛車や振り飛車といった通常の戦型だけでなく、鬼殺しやアヒル戦法、パックマン等の奇襲戦法も積極的に採用する。将棋の実況解説を行いつつ、「ブッチ」（＝ブッチぎる：飛車や角などの大駒を切ること）、「キツヤマさん」（きつい、形勢が厳しい状況）、「側の人間」（他のプロ棋士・奨励会員・女流棋士）、「全バラ全ちゃん」（ぶつかった駒をすべて取り合って局面を清算すること）といった藤森独特の言葉や表現を動画に織り交ぜるのが特徴である。ツイッターのフォロワー数は2万8000人である。

## 逸話
- 上述の通り母・奈津子は女流棋士。親子棋士は過去に複数例があるものの、女流棋士の息子が棋士となったのは、将棋界では史上初のケース[注釈 6]。なお哲也という名前は、父・保が阿佐田哲也の「麻雀放浪記」の主人公にちなんで名付けたものである[23]。
- 大師匠の大内延介[注釈 7]が、新橋駅SL広場で開催していた名人戦・竜王戦の大盤解説会では、大盤操作役を担っていた。（聞き手は奈津子）
- 棋士としては塚田門下であり、塚田は奈津子と同じ大内門下であるため、将棋界における師弟関係で見ると、哲也は奈津子の甥弟子にあたる。
- アマチュア強豪の遠藤正樹とは、蒲田将棋クラブでの長い付き合いがある[24]。藤森が奨励会で初段になった頃から練習対局を重ね、2012年7月7日の時点で遠藤の313勝311敗であった[24]。当初は遠藤が大きく勝ち越していたが、藤森が奨励会で三段に上がった頃から、一転して藤森が勝つようになったという[24]。2012年7月7日に、第6回朝日杯将棋オープン戦一次予選でプロ公式戦の対局があり、藤森が勝った[24]。
- 四段昇段後初の対局となる第25期竜王戦6組ランキング戦1回戦でアマチュア枠で出場した中川慧梧に負けている。
- 2022年1月下旬に新型コロナウイルスに感染したことが分かった。その結果、療養に努めるために、棋王戦（対渡辺大夢六段戦）、順位戦（対青野照市九段戦）の2局が延期となった[25]。2月4日、症状が消失し体調が回復、対局など公務への復帰が可能となったことを日本将棋連盟が発表し[26]、藤森五段本人もツイッターで挨拶などを投稿した[27]。

## 昇段履歴
昇段規定は、将棋の段級を参照。
- 1999年09月00日 - 6級 = 奨励会入会
- 2007年04月00日 - 三段（第42回奨励会三段リーグ＜2007年度前期＞より三段リーグ参加）
- 2011年10月01日 - 四段（第49回奨励会三段リーグ成績2位[1]） = プロ入り
- 2017年03月23日 - 五段（勝数規定 /公式戦100勝、通算100勝90敗）[注釈 2]

## 主な成績

### 在籍クラス
| 開始 年度 | (出典)順位戦出典 | (出典)順位戦出典 | (出典)順位戦出典 | (出典)順位戦出典 | (出典)順位戦出典 | (出典)順位戦出典 | (出典)順位戦出典 | (出典)順位戦出典 | (出典)竜王戦出典 | (出典)竜王戦出典 | (出典)竜王戦出典 | (出典)竜王戦出典 | (出典)竜王戦出典 | (出典)竜王戦出典 | (出典)竜王戦出典 | (出典)竜王戦出典 | (出典)竜王戦出典 | (出典)竜王戦出典 |
| 開始 年度 | 期               | 名人             | A級              | B級              | B級              | C級              | C級              | 0                | 期               | 竜王             | 1組              | 2組              | 3組              | 4組              | 5組              | 6組              | 決勝 T           |                  |
| 開始 年度 | 期               | 名人             | A級              | 1組              | 2組              | 1組              | 2組              | 0                | 期               | 竜王             | 1組              | 2組              | 3組              | 4組              | 5組              | 6組              | 決勝 T           |                  |
| --- | ---------------- | ---------------- | ---------------- | ---------------- | ---------------- | ---------------- | ---------------- | ---------------- | ---------------- | ---------------- | ---------------- | ---------------- | ---------------- | ---------------- | ---------------- | ---------------- | ---------------- | ---------------- |
| 2011 | 70               | 四段昇段前       | 四段昇段前       | 四段昇段前       | 四段昇段前       | 四段昇段前       | 四段昇段前       | 四段昇段前       | 25               |                  |                  |                  |                  |                  |                  | 6組              | --               | 1-2              |
| 2012 | 71               |                  |                  |                  |                  |                  | C243             | 4-6              | 26               |                  |                  |                  |                  |                  |                  | 6組              | --               | 2-2              |
| 2013 | 72               |                  |                  |                  |                  |                  | C234             | 5-5              | 27               |                  |                  |                  |                  |                  |                  | 6組              | 1-1              | 6-0              |
| 2014 | 73               |                  |                  |                  |                  |                  | C227             | 8-2              | 28               |                  |                  |                  |                  |                  | 5組              |                  | --               | 1-2              |
| 2015 | 74               |                  |                  |                  |                  |                  | C204             | 5-5              | 29               |                  |                  |                  |                  |                  | 5組              |                  | --               | 3-2              |
| 2016 | 75               |                  |                  |                  |                  |                  | C219             | 5-5              | 30               |                  |                  |                  |                  |                  | 5組              |                  | --               | 1-2              |
| 2017 | 76               |                  |                  |                  |                  |                  | C223             | 3-7              | 31               |                  |                  |                  |                  |                  | 5組              |                  | --               | 1-2              |
| 2018 | 77               |                  |                  |                  |                  |                  | C238             | 4-6              | 32               |                  |                  |                  |                  |                  | 5組              |                  | --               | 1-2              |
| 2019 | 78               |                  |                  |                  |                  |                  | C235             | 4-6              | 33               |                  |                  |                  |                  |                  | 5組              |                  | --               | 3-2              |
| 2020 | 79               |                  |                  |                  |                  |                  | C235             | 5-5              | 34               |                  |                  |                  |                  |                  | 5組              |                  | --               | 2-2              |
| 2021 | 80               |                  |                  |                  |                  |                  | C231             | 4-6              | 35               |                  |                  |                  |                  |                  | 5組              |                  | --               | 1-2              |
| 2022 | 81               |                  |                  |                  |                  |                  | C235             | 5-5              | 36               |                  |                  |                  |                  |                  | 5組              |                  | --               | 3-2              |
| 2023 | 82               |                  |                  |                  |                  |                  | C230             | 4-6              | 37               |                  |                  |                  |                  |                  | 5組              |                  | --               |                  |
| 2024 | 83               |                  |                  |                  |                  |                  | C236             |                  | 38               |                  |                  |                  |                  |                  |                  |                  |                  |                  |
| 順位戦、竜王戦の 枠表記 は挑戦者。右欄の数字は勝-敗(番勝負/PO含まず)。 順位戦の右数字はクラス内順位 ( x当期降級点 / *累積降級点 / +降級点消去 ) 順位戦の「F編」はフリークラス編入 /「F宣」は宣言によるフリークラス転出。 竜王戦の 太字 はランキング戦優勝、竜王戦の 組(添字) は棋士以外の枠での出場。 |                  |                  |                  |                  |                  |                  |                  |                  |                  |                  |                  |                  |                  |                  |                  |                  |                  |                  |

### 年度別成績
| 年度             | 対局数 | 勝数 | 負数 | 勝率   | (出典) |
| ---------------- | ------ | ---- | ---- | ------ | ------ |
| 2011             | 6      | 3    | 3    | 0.5000 | [ 30 ] |
| 2012             | 40     | 21   | 19   | 0.5250 | [ 31 ] |
| 2013             | 34     | 17   | 17   | 0.5000 | [ 32 ] |
| 2014             | 45     | 31   | 14   | 0.6888 | [ 33 ] |
| 2015             | 32     | 15   | 17   | 0.4687 | [ 34 ] |
| 2016             | 33     | 13   | 20   | 0.3939 | [ 35 ] |
| 2017             | 28     | 9    | 19   | 0.3214 | [ 36 ] |
| 2018             | 34     | 17   | 17   | 0.5000 | [ 37 ] |
| 2019             | 36     | 17   | 19   | 0.4722 | [ 38 ] |
| 2020             | 29     | 13   | 16   | 0.4482 | [ 39 ] |
| 2011-2020 (小計) | 317    | 156  | 161  |        |        |
| 年度             | 対局数 | 勝数 | 負数 | 勝率   | (出典) |
| 2021             | 27     | 9    | 18   | 0.3333 | [ 40 ] |
| 2022             | 30     | 16   | 14   | 0.5333 | [ 41 ] |
| 2023             | 36     | 17   | 19   | 0.4722 | [ 42 ] |
| 2021-2023 (小計) | 93     | 42   | 51   |        |        |
| 通算             | 410    | 198  | 212  | 0.4829 | [ 43 ] |
| 2023年度まで     |        |      |      |        |        |

## 著書
- 藤森流急戦矢倉 マイナビ将棋BOOKS 2014/8/18
- 藤森流中飛車左穴熊破り  マイナビ将棋BOOKS 2016/7/14
- 藤森哲也の藤森式青野流　絶対退かない横歩取り マイナビ将棋BOOKS  2019/2/21
- 圧倒的破壊力！　藤森流なんでも右四間飛車 マイナビ将棋BOOKS  2020/4/13
- 将棋放浪記から学ぶ　最速！最短！わかりやすい将棋の勝ち方 (マイナビ将棋BOOKS) Kindle版　2021/6/24

## コラム
- 競馬放浪記（2024年 - 、note）[44]